# بيني كروس
بيني كروس (بالإنجليزية: Benny Cross)‏ (23 أغسطس 1898 في المملكة المتحدة - 1986) هو لاعب كرة قدم بريطاني (وحمل سابقاً جنسية المملكة المتحدة لبريطانيا العظمى وأيرلندا) في مركز مهاجم داخلي. لعب مع نادي بيرنلي.